# Estação Ferroviária de Queta
Queta é uma interface ferroviária desactivada do Caminho de Ferro de Luanda, em Angola. Em 2010, o edifício de passageiros encontrava-se em estado de abandono. O desenho arquitectónico é idêntico ao de Hia e ao do anterior edifício de Viana.